# Алтмяэ, Арви
Арви Алтмяэ (эст. Arvi Altmäe; 22 июля 1942) — советский и эстонский архитектор, политик, педагог, профессор, доктор наук (2009), ректор Высшей технической школы (Tallinna Tehnikakõrgkool).

## Биография
В 1967—1973 годах обучался на архитектурном факультете Эстонской академии художеств (Таллин). В 1999 окончил магистратуру при Высшей технической школе и получил диплом специалиста государственного управления. В 1999—2004 преподавал в столичной академии Норд (Сийли), в 2006—2009 стажировался в университет Тампере, где защитил докторскую диссертацию.
Арви Алтмяэ в 2005—2008 избирался ректором Таллинской технической высшей школы, был председателем Совета ректоров Эстонии.
Председатель правления объединения «Красивый дом Эстонии».
С 2012 года — председатель совета Фонда содействия развитию предпринимательства Эстонии. Заместитель председателя Центрального союза собственников Эстонии.
Политик, председатель консервативной партии Союз Отечества и Res Publica.

## Награды
- Орден Белой звезды 3 класса (2000)
- Орден Белой звезды 2 класса (2006)